# Európai Filmdíjak 2015
A 28. Európai Filmdíj-átadó ünnepségre (28th European Film Awards), amelyen a 2014. július 1. és 2015. június 30. között hivatalosan bemutatott, az Európai Filmakadémia több mint 3000 tagjának szavazata alapján legjobbnak ítélt európai alkotásokat részesítették elismerésben, 2015. december 12-én került sor a berlini fesztiválpalotában. Az ünnepség ceremóniamestere Thomas Hermanns német humorista, televíziós műsorvezető volt.
A díjra ajánlott nagyjátékfilmekből az előzetes válogatás után 52 alkotás maradt versenyben; közülük kerültek ki az egyes kategóriák jelöltjei. Az év legsikeresebb alkotása Paolo Sorrentino Ifjúság című filmdrámája lett Michael Caine és Harvey Keitel főszereplésével: öt jelölésből 3 díjat kapott (legjobb film, legjobb rendező és legjobb színész). Ugyancsak sikeres volt Jórgosz Lánthimosz görög rendező A homár című romantikus vígjátéka, amely négy jelölésből 2 díjat vitt el (legjobb forgatókönyvíró és legjobb jelmeztervező). Az ugyancsak négy jelölést kapott svéd filmvígjáték, Roy Andersson Egy galamb leült egy ágra, hogy tűnődjön a létezésről című alkotása lett a legjobb filmvígjáték. A legjobb film kategória jelöltjei között szerepelt az elsőfilmes török rendezőnő, Deniz Gamze Ergüven Lux-díjjal és négy César-díjjal kitüntetett, Franciaország részéről Oscar-díjra jelölt Mustang című drámája, amely végül is az év felfedezettje címet nyerte el.
Az előzetes válogatásba két magyar vonatkozású alkotás került be: a grúz George Ovashvili Kukoricasziget című, többek között magyar koprodukcióban készült filmdrámája, valamint a hazánkban élő brit rendező és forgatókönyvíró, Peter Strickland ugyancsak magyar koprodukcióban, Magyarországon forgatott, a BDSM kapcsolatok mélypszichológiáját feldolgozó leszbikus szerelmi drámája, a The Duke of Burgundy. Ez utóbbi alkotás zenei anyagáért a Cat's Eyes alternatív pop duó megkapta a legjobb zeneszerző elismerést. Az európai nézők közönségdíjáért versenyben volt Mundruczó Kornél drámája, a Fehér Isten is.
Különlegessége volt a díjátadónak, hogy a legjobb színész díját átvevő Michael Caine „a karrierje során nyújtott alakítások összességéért” átvehette az Európai Filmakadémia tiszteletbeli díját is.
A Fiatal Közönség Filmnapját 2015. május 3-án tartották. A rendezvényen 25 ország tizenévesei választottak a számukra készült 3 alkotásból. A mintegy 40 magyar fiatal részére a Tabán moziban szervezték meg az egész napos filmnézést és a szavazást.

## Válogatás
1. 45 Years (45 év) – rendező: Andrew Haigh
2. Aferim! – rendező: Radu Jude
3. Anime nere (Bosszúvágyó lelkek) – rendező: Francesco Munzi
4. As mil e uma noites – Vol. I-III – rendező: Miguel Gomes
5. Babai – rendező: Visar Morina
6. Belje nocsi pocstalona Alekszeja Trjapicina (Белые Ночи Почтальона Алексея Тряпицына) – rendező: Andrej Koncsalovszkij
7. Ciało (Test) – rendező: Małgorzata Szumowska
8. Comoara (A kincs) – rendező: Corneliu Porumboiu
9. Dora oder die sexuellen neurosen unserer eltern (Szüleink szexuális neurózisai) – rendező: Stina Werenfels
10. Efterskalv (Utórengés) – rendező: Magnus Von Horn
11. Eisenstein in Guanajuato (Eisenstein Mexikóban) – rendező: Peter Greenaway
12. Elser – rendező: Oliver Hirschbiegel
13. En duva satt på en gren och funderade på tillvaron (Egy galamb leült egy ágra, hogy tűnődjön a létezésről) – rendező: Roy Andersson
14. Every Thing Will Be Fine – rendező: Wim Wenders  Canada,
15. Ex Machina – rendező: Alex Garland
16. Frøken Julie (Julie kisasszony) – rendező: Liv Ullmann
17. Fúsi – rendező: Dagur Kári
18. Hayored Lema'ala (Haifai kikötő) – rendező: Elad Keidan
19. He Ovat Paenneet (Megléptek) – rendező: Jukka-Pekka Valkeapää
20. Hrútar Kosok) – rendező: Grímur Hákonarson
21. Ich seh ich seh (Jó éjt, anyu!) – rendező: Veronika Franz és Severin Fiala
22. Il racconto dei racconti – Tale Of Tales – rendező: Matteo Garrone
23. Im labyrinth des Schweigens (A hallgatás útvesztője) – rendező: Giulio Ricciarelli
24. Klassz korrekcii (Класс Коррекции) – rendező: Iván I. Tverdovszkij
25. Kobry a užovky (Kobrák és siklók) – rendező: Jan Prušinovský
26. Koza – rendező: Ivan Ostrochovský
27. La Giovinezza (Ifjúság) – rendező: Paolo Sorrentino
28. La Isla Mínima (Mocsárvidék) – rendező: Alberto Rodríguez
29. La loi du marché (Mennyit ér egy ember?) – rendező: Stéphane Brizé
30. Le Tout Nouveau Testament (Legújabb testamentum) – rendező: Jaco Van Dormael
31. L'ombre des femmes – rendező: Philippe Garrel
32. Louder than Bombs (Hétköznapi titkaink) – rendező: Joachim Trier
33. Mænd & Høns (Férfiak és csirkék) – rendező: Anders Thomas Jensen
34. Magical Girl – rendező: Carlos Vermut
35. Mia Madre (Anyám mozija) – rendező: Nanni Moretti
36. Mita Tova (מיתה טובה) – rendező: Tal Granit és Sharon Maymon
37. Mustang – rendező: Deniz Gamze Ergüven
38. Ničije Dete (Senki gyermeke) – rendező: Vuk Ršumović
39. Paddington – rendező: Paul King
40. Peace to Us in Our Dreams – rendező: Sharunas Bartas
41. Pod Electricseszkimi oblakami (Под Электрическими Облаками) – rendező: Alekszej Alekszejevics German
42. Sangailes Vasara (Szerelmem, Sangaile) – rendező: Alanté Kavaïté
43. Schneider vs. Bax – rendező: Alex Van Warmerdam
44. Simindis Kundzuli (Kukoricasziget) (სიმინდის კუნძული) – rendező: George Ovashvili
45. Tetarti 04:45 – rendező: Alexis Alexiou
46. The Duke of Burgundy – rendező: Peter Strickland
47. The Lobster (A homár) – rendező: Jórgosz Lánthimosz
48. Tri dritare dhe një varje – rendező: Isa Qosja
49. Trois souvenirs de ma jeunesse (Fiatal éveim) – rendező: Arnaud Desplechin
50. Urok (A lecke) – rendező: Petar Valchanov és Kristina Grozeva
51. Victoria – rendező: Sebastian Schipper
52. Zvizdan – rendező: Dalibor Matanić

## Díjazottak és jelöltek
| „Díjazott” – szürkéskék háttérrel   |
| „Jelölt” – világos szürke háttérrel |

### Legjobb film
| Magyar címe                                           | Eredeti címe                                       | Rendező             | Ország                                                                  |
| ----------------------------------------------------- | -------------------------------------------------- | ------------------- | ----------------------------------------------------------------------- |
| Ifjúság                                               | Youth                                              | Paolo Sorrentino    | Olaszország · Franciaország · Egyesült Királyság · Svájc                |
| A homár                                               | The Lobster                                        | Jórgosz Lánthimosz  | Írország · Egyesült Királyság · Görögország · Franciaország · Hollandia |
| Egy galamb leült egy ágra, hogy tűnődjön a létezésről | En duva satt på en gren och funderade på tillvaron | Roy Andersson       | Svédország · Norvégia · Franciaország · Németország                     |
| Kosok                                                 | Hrútar                                             | Grímur Hákonarson   | Izland · Dánia                                                          |
| Mustang                                               | Mustang                                            | Deniz Gamze Ergüven | Franciaország · Törökország · Németország                               |
| Victoria                                              | Victoria                                           | Sebastian Schipper  | Németország                                                             |

### Legjobb filmvígjáték
| Magyar címe                                           | Eredeti címe                                       | Rendező          | Ország                                              |
| ----------------------------------------------------- | -------------------------------------------------- | ---------------- | --------------------------------------------------- |
| Egy galamb leült egy ágra, hogy tűnődjön a létezésről | En duva satt på en gren och funderade på tillvaron | Roy Andersson    | Svédország · Norvégia · Franciaország · Németország |
| A Bélier család                                       | La famille Bélier                                  | Éric Lartigau    | Franciaország                                       |
| Legújabb testamentum                                  | Le Tout Nouveau Testament                          | Jaco Van Dormael | Franciaország · Belgium · Luxemburg                 |

### Az év felfedezettje
| Magyar címe | Eredeti címe             | Rendező                       | Ország                                    |
| ----------- | ------------------------ | ----------------------------- | ----------------------------------------- |
| Mustang     | Mustang                  | Deniz Gamze Ergüven           | Franciaország · Németország · Törökország |
| –––         | Ich seh Ich seh          | Veronika Franz, Severin Fiala | Ausztria                                  |
| –––         | Im Sommer wohnt er unten | Tom Sommerlatte               | Németország · Franciaország               |
| –––         | Limbo                    | Anna Sofie Hartmann           | Németország · Dánia                       |
| –––         | Slow West                | John Maclean                  | Új-Zéland · Egyesült Királyság            |

### Legjobb dokumentumfilm
| Magyar címe                   | Eredeti címe         | Rendező            | Ország                                                         |
| ----------------------------- | -------------------- | ------------------ | -------------------------------------------------------------- |
| Amy – Az Amy Winehouse-sztori | Amy                  | Asif Kapadia       | Egyesült Királyság                                             |
| –––                           | Dancing with Maria   | Ivan Gergolet      | Olaszország · Argentína · Szlovénia                            |
| A csend képe                  | The Look of Silence  | Joshua Oppenheimer | Dánia · Finnország · Indonézia · Norvégia · Egyesült Királyság |
| Szíriai love story            | A Syrian Love Story  | Sean McAllister    | Egyesült Királyság · Franciaország                             |
| Toto és nővérei               | Toto si surorile lui | Alexander Nanau    | Románia · Magyarország                                         |

### Legjobb animációs film
| Magyar címe              | Eredeti címe          | Rendező                      | Ország                                                 |
| ------------------------ | --------------------- | ---------------------------- | ------------------------------------------------------ |
| A tenger dala            | Song of the Sea       | Tomm Moore                   | Írország · Franciaország · Luxemburg · Dánia · Belgium |
| Adama                    | Adama                 | Simon Rouby                  | Franciaország                                          |
| Shaun, a bárány – A film | Shaun the Sheep Movie | Richard Starzak, Mark Burton | Egyesült Királyság                                     |

### Legjobb rendező
| Nyertesek és jelöltek | Magyar címe                                           | Eredeti címe                                       |
| --------------------- | ----------------------------------------------------- | -------------------------------------------------- |
| Paolo Sorrentino      | Ifjúság                                               | Youth                                              |
| Małgorzata Szumowska  | Test                                                  | Ciało                                              |
| Jórgosz Lánthimosz    | A homár                                               | The Lobster                                        |
| Nanni Moretti         | –––                                                   | Mia Madre                                          |
| Roy Andersson         | Egy galamb leült egy ágra, hogy tűnődjön a létezésről | En duva satt på en gren och funderade på tillvaron |
| Sebastian Schipper    | Victoria                                              | Victoria                                           |

### Legjobb színésznő
| Nyertesek és jelöltek | Magyar címe | Eredeti címe |
| --------------------- | ----------- | ------------ |
| Charlotte Rampling    | 45 év       | 45 Years     |
| Margherita Buy        | –––         | Mia Madre    |
| Laia Costa            | Victoria    | Victoria     |
| Alicia Vikander       | Ex Machina  | Ex Machina   |
| Rachel Weisz          | Ifjúság     | Youth        |

### Legjobb színész
| Nyertesek és jelöltek | Magyar címe           | Eredeti címe                        |
| --------------------- | --------------------- | ----------------------------------- |
| Michael Caine         | Ifjúság               | Youth                               |
| Tom Courtenay         | 45 év                 | 45 Years                            |
| Colin Farrell         | A homár               | The Lobster                         |
| Christian Friedel     | –––                   | Elser - Er hätte die Welt verändert |
| Vincent Lindon        | Mennyit ér egy ember? | La loi du marché                    |

### Legjobb forgatókönyvíró
| Nyertesek és jelöltek                | Magyar címe                                           | Eredeti címe                                       |
| ------------------------------------ | ----------------------------------------------------- | -------------------------------------------------- |
| Jórgosz Lánthimosz Efthimis Filippou | A homár                                               | The Lobster                                        |
| Roy Andersson                        | Egy galamb leült egy ágra, hogy tűnődjön a létezésről | En duva satt på en gren och funderade på tillvaron |
| Alex Garland                         | Ex Machina                                            | Ex Machina                                         |
| Andrew Haigh                         | 45 év                                                 | 45 Years                                           |
| Radu Jude Florin Lazarescu           | Aferim!                                               | Aferim!                                            |
| Paolo Sorrentino                     | Ifjúság                                               | Youth                                              |

### Legjobb operatőr
| Nyertesek és jelöltek | Magyar címe | Eredeti címe    |
| --------------------- | ----------- | --------------- |
| Martin Gschlacht      | –––         | Ich seh ich seh |

### Legjobb vágó
| Nyertesek és jelöltek | Magyar címe | Eredeti címe |
| --------------------- | ----------- | ------------ |
| Jacek Drosio          | Test        | Ciało        |

### Legjobb látványtervező
| Nyertesek és jelöltek | Magyar címe          | Eredeti címe              |
| --------------------- | -------------------- | ------------------------- |
| Sylvie Olivé          | Legújabb testamentum | Le tout nouveau testament |

### Legjobb jelmeztervező
| Nyertesek és jelöltek | Magyar címe | Eredeti címe |
| --------------------- | ----------- | ------------ |
| Sarah Blenkinsop      | A homár     | The Lobster  |

### Legjobb zeneszerző
| Nyertesek és jelöltek | Magyar címe          | Eredeti címe         |
| --------------------- | -------------------- | -------------------- |
| Cat's Eyes            | The Duke of Burgundy | The Duke of Burgundy |

### Legjobb hangzástervező
| Díjazottak                    | Magyar címe | Eredeti címe                     |
| ----------------------------- | ----------- | -------------------------------- |
| Vasco Pimentel Miguel Martins | –––         | As Mil e uma noites – Vol. I-III |

### Európai koprodukciós díj – Prix Eurimages
| Díjazott          | Foglalkozás  | Ország      |
| ----------------- | ------------ | ----------- |
| Andrea Occhipinti | filmproducer | Olaszország |

### Legjobb európai teljesítmény a világ filmművészetében
| Díjazott        | Foglalkozás | Ország                 |
| --------------- | ----------- | ---------------------- |
| Christoph Waltz | színész     | Németország / Ausztria |

### Az Európai Filmakadémia életműdíja
| Díjazott           | Foglalkozás | Ország             |
| ------------------ | ----------- | ------------------ |
| Charlotte Rampling | színésznő   | Egyesült Királyság |

### Tiszteletbeli díj
| Díjazott          | Foglalkozás | Ország             |
| ----------------- | ----------- | ------------------ |
| Sir Michael Caine | színész     | Egyesült Királyság |

### Közönségdíj a legjobb európai filmnek
| Magyar címe                                           | Eredeti címe                                       | Rendező                              | Ország                                              |
| ----------------------------------------------------- | -------------------------------------------------- | ------------------------------------ | --------------------------------------------------- |
| Mocsárvidék                                           | La isla mínima                                     | Alberto Rodríguez                    | Spanyolország                                       |
| A Föld sója                                           | The Salt of the Earth                              | Wim Wenders, Juliano Ribeiro Salgado | Franciaország                                       |
| Bazi nagy francia lagzik                              | Qu'est-ce qu'on a fait au Bon Dieu?                | Philippe de Chauveron                | Franciaország                                       |
| Egy galamb leült egy ágra, hogy tűnődjön a létezésről | En duva satt på en gren och funderade på tillvaron | Roy Andersson                        | Svédország · Németország · Franciaország · Norvégia |
| Fehér Isten                                           | Fehér Isten                                        | Mundruczó Kornél                     | Magyarország · Svédország · Németország             |
| Kódjátszma                                            | The Imitation Game                                 | Morten Tyldum                        | Egyesült Királyság · Amerikai Egyesült Államok      |
| Lavina                                                | Turist                                             | Ruben Östlund                        | Svédország · Norvégia · Franciaország · Dánia       |
| Leviatán                                              | Левиафан                                           | Andrej Zvjagincev                    | Oroszország                                         |
| Samba                                                 | Samba                                              | Olivier Nakache, Eric Toledano       | Franciaország                                       |
| Victoria                                              | Victoria                                           | Sebastian Schipper                   | Németország                                         |

### Európai Filmakadémia fiatal közönség díja
| Magyar címe       | Eredeti címe          | Rendező             | Ország                   |
| ----------------- | --------------------- | ------------------- | ------------------------ |
| A láthatatlan fiú | Il ragazzo invisibile | Gabriele Salvatores | Olaszország              |
| Sovány nővérem    | Min lilla syster      | Sanna Lenken        | Svédország · Németország |
| Te sem vagy szép  | You're Ugly Too       | Mark Noonan         | Írország                 |

### Legjobb rövidfilm
| Címe                                   | Rendező                                          | Ország                           | Jelölő fesztivál                    |
| -------------------------------------- | ------------------------------------------------ | -------------------------------- | ----------------------------------- |
| Piknik                                 | Jure Pavlović                                    | Horvátország                     | fesztiváljelölés – Drama            |
| Dissonance                             | Till Nowak                                       | Németország                      | fesztiváljelölés – Berlin           |
| E.T.E.R.N.I.T.                         | Giovanni Aloi                                    | Franciaország                    | fesztiváljelölés – Velence          |
| Field Study                            | Eva Weber                                        | Egyesült Királyság               | fesztiváljelölés – Cork             |
| Kung Fury                              | David Sandberg                                   | Svédország                       | fesztiváljelölés – Vila do Conde    |
| Kuuntele                               | Hamy Ramezan, Rungano Nyoni                      | Dánia · Finnország               | fesztiváljelölés – Tampere          |
| Naše telo                              | Dane Komljen                                     | Szerbia · Bosznia-Hercegovina    | fesztiváljelölés – Rotterdam        |
| Over                                   | Jörn Threlfall                                   | Egyesült Királyság               | fesztiváljelölés – Bristol          |
| Im tekhayekh, ha'Olam yekhayekh elekha | Yoav Gross, Ehab Tarabieh és az Al-Haddad család | Izrael · Palesztina              | fesztiváljelölés – Clermont-Ferrand |
| Fils du loup                           | Lola Quivoron                                    | Franciaország                    | fesztiváljelölés – Locarno          |
| Symbolic Threats                       | Mischa Leinkauf, Lutz Henke, Matthias Wermke     | Németország                      | fesztiváljelölés – Grimstad         |
| El corredor                            | José Luis Montesinos                             | Spanyolország                    | fesztiváljelölés – Valladolid       |
| Çevirmen                               | Emre Kayiş                                       | Egyesült Királyság · Törökország | fesztiváljelölés – Szarajevó        |
| This Place We Call Our Home            | Thora Lorentzen, Sybilla Tuxen                   | Dánia                            | fesztiváljelölés – Krakkó           |
| Washingtonia                           | Konstantina Kotzamani                            | Görögország                      | fesztiváljelölés – Gent             |